# Венгрия на летних Олимпийских играх 2012
Венгрия на летних Олимпийских играх 2012 была представлена в восемнадцати видах спорта.

## Награды

### Золото
| Золото |                                                            |                                                                      |
| 1      | Рудольф Домби Роланд Кёкень                                | Гребля на байдарках и каноэ (мужчины, байдарки-двойки, 1000 метров)  |
| 2      | Данута Козак                                               | Гребля на байдарках и каноэ (женщины, байдарки-одиночки, 500 метров) |
| 3      | Каталин Ковач Данута Козак Габриэлла Сабо Кристина Фазекаш | Гребля на байдарках и каноэ (женщины, байдарки-четвёрки, 500 метров) |
| 4      | Кристиан Парш                                              | Лёгкая атлетика (мужчины, метание молота)                            |
| 5      | Даниель Дьюрта                                             | Плавание (мужчины, 200 метров брассом)                               |
| 6      | Эва Риштов                                                 | Плавание (женщины, 10 километров в открытой воде)                    |
| 7      | Кристиан Берки                                             | Спортивная гимнастика (мужчины, конь)                                |
| 8      | Арон Силадьи                                               | Фехтование (мужчины, сабля)                                          |

### Серебро
| Серебро |                                                        |                                                                       |
| 1       | Миклош Унгвари                                         | Дзюдо (мужчины, до 66 кг)                                             |
| 2       | Тамаш Лёринц                                           | Греко-римская борьба (мужчины, до 66 кг)                              |
| 3       | Золтан Каммерер Тамаш Кулифаи Даниэль Пауман Давид Тот | Гребля на байдарках и каноэ (мужчины, байдарки-четвёрки, 1000 метров) |
| 4       | Каталин Ковач Наташа Душев-Янич                        | Гребля на байдарках и каноэ (женщины, байдарки-двойки, 500 метров)    |

### Бронза
| Бронза |                   |                                                                      |
| 1      | Эва Черновицки    | Дзюдо (женщины, до 48 кг)                                            |
| 2      | Ласло Чех         | Плавание (мужчины, 200 метров комплексным плаванием)                 |
| 3      | Петер Модош       | Греко-римская борьба (мужчины, до 55 кг)                             |
| 4      | Наташа Душев-Янич | Гребля на байдарках и каноэ (женщины, байдарки-одиночки, 200 метров) |
| 5      | Адам Мароши       | Современное пятиборье (мужчины)                                      |
| 6      | Габор Хатош       | Вольная борьба (мужчины, до 74 кг)                                   |

## Результаты соревнований

### Академическая гребля
В следующий раунд из каждого заезда проходили несколько лучших экипажей (в зависимости от дисциплины). В утешительный заезд попадали спортсмены, выбывшие в предварительном раунде. В финал A выходили 6 сильнейших экипажей, остальные разыгрывали места в утешительных финалах B-F.
Мужчины
| Соревнование              | Спортсмены               | Предварительный заезд | Предварительный заезд | Предварительный заезд | Отборочный заезд | Отборочный заезд | Отборочный заезд | Четвертьфинал | Четвертьфинал | Четвертьфинал | Полуфинал             | Полуфинал             | Полуфинал             | Финал                 | Финал                 | Итоговое место |
| Соревнование              | Спортсмены               | Заезд                 | Время                 | Место                 | Заезд            | Время            | Место            | Заезд         | Время         | Место         | Заезд                 | Время                 | Место                 | Время                 | Место                 | Итоговое место |
| ------------------------- | ------------------------ | --------------------- | --------------------- | --------------------- | ---------------- | ---------------- | ---------------- | ------------- | ------------- | ------------- | --------------------- | --------------------- | --------------------- | --------------------- | --------------------- | -------------- |
| двойки                    | Домонкош Сель Бела Симон | 1                     | 6:46,18               | 5                     | 1                | 6:27,88          | 4                | не проводится | не проводится | не проводится | завершили выступление | завершили выступление | завершили выступление | завершили выступление | завершили выступление | 13             |
| Двойки парные, лёгкий вес |                          |                       |                       |                       |                  |                  |                  |               |               |               |                       |                       |                       |                       |                       |                |

### Водные виды спорта

#### Водное поло
Мужчины
На Игры квалифицировалась мужская сборная Венгрии в составе 13 человек.
Женщины
На Игры квалифицировалась женская сборная Венгрии в составе 13 человек.

#### Плавание
Спортсменов — 25
В следующий раунд на каждой дистанции проходят лучшие спортсмены по времени, независимо от места занятого в своём заплыве.
Мужчины
| Соревнование                 | Спортсмен      | Предварительные заплывы | Предварительные заплывы | Полуфиналы | Полуфиналы | Финал                | Финал                |
| Соревнование                 | Спортсмен      | Результат               | Место                   | Результат  | Место      | Результат            | Место                |
| ---------------------------- | -------------- | ----------------------- | ----------------------- | ---------- | ---------- | -------------------- | -------------------- |
| 50 м вольный стиль           | Кристиан Такач | 22,19                   | 14                      | 22,01      | 12         | Завершил выступление | Завершил выступление |
| 100 м вольный стиль          |                |                         |                         |            |            |                      |                      |
| 200 м вольный стиль          |                |                         |                         |            |            |                      |                      |
| 400 м вольный стиль          |                |                         |                         |            |            |                      |                      |
| 1500 м вольный стиль         |                |                         |                         |            |            |                      |                      |
|                              |                |                         |                         |            |            |                      |                      |
| 100 м баттерфляй             |                |                         |                         |            |            |                      |                      |
| 200 м баттерфляй             |                |                         |                         |            |            |                      |                      |
|                              |                |                         |                         |            |            |                      |                      |
| 100 м на спине               |                |                         |                         |            |            |                      |                      |
| 200 м на спине               |                |                         |                         |            |            |                      |                      |
| 100 м брасс                  |                |                         |                         |            |            |                      |                      |
| 200 м брасс                  |                |                         |                         |            |            |                      |                      |
|                              |                |                         |                         |            |            |                      |                      |
| 200 м комплекс               |                |                         |                         |            |            |                      |                      |
|                              |                |                         |                         |            |            |                      |                      |
| 400 м комплекс               |                |                         |                         |            |            |                      |                      |
|                              |                |                         |                         |            |            |                      |                      |
| 4×100 м вольный стиль        |                |                         |                         |            |            |                      |                      |
| 4×200 м вольный стиль        |                |                         |                         |            |            |                      |                      |
| 4×100 метров комбинированная |                |                         |                         |            |            |                      |                      |

Открытая вода
| Соревнование  | Спортсмены | Результат | Отставание | Место |
| ------------- | ---------- | --------- | ---------- | ----- |
| 10 километров |            |           |            |       |

Женщины
| Соревнование                 | Спортсмен | Предварительный раунд | Предварительный раунд | Полуфинал | Полуфинал | Финал     | Финал |
| Соревнование                 | Спортсмен | Результат             | Место                 | Результат | Место     | Результат | Место |
| ---------------------------- | --------- | --------------------- | --------------------- | --------- | --------- | --------- | ----- |
| 50 м вольный стиль           |           |                       |                       |           |           |           |       |
| 100 м вольный стиль          |           |                       |                       |           |           |           |       |
| 200 м вольный стиль          |           |                       |                       |           |           |           |       |
| 400 м вольный стиль          |           |                       |                       |           |           |           |       |
|                              |           |                       |                       |           |           |           |       |
| 800 м вольный стиль          |           |                       |                       |           |           |           |       |
|                              |           |                       |                       |           |           |           |       |
| 100 м баттерфляй             |           |                       |                       |           |           |           |       |
| 200 м баттерфляй             |           |                       |                       |           |           |           |       |
|                              |           |                       |                       |           |           |           |       |
| 100 м на спине               |           |                       |                       |           |           |           |       |
| 200 м на спине               |           |                       |                       |           |           |           |       |
| 100 м брасс                  |           |                       |                       |           |           |           |       |
| 200 м брасс                  |           |                       |                       |           |           |           |       |
| 200 м комплекс               |           |                       |                       |           |           |           |       |
|                              |           |                       |                       |           |           |           |       |
| 400 м комплекс               |           |                       |                       |           |           |           |       |
|                              |           |                       |                       |           |           |           |       |
| 4×100 м вольный стиль        |           |                       |                       |           |           |           |       |
| 4×200 м вольный стиль        |           |                       |                       |           |           |           |       |
| 4×100 метров комбинированная |           |                       |                       |           |           |           |       |

Открытая вода
| Соревнование  | Спортсмены | Результат | Отставание | Место |
| ------------- | ---------- | --------- | ---------- | ----- |
| 10 километров |            |           |            |       |

### Гандбол
Спортсменов — 14

#### Мужчины
Состав команды
Результаты
Группа B
| Место | Команда          | В | В | Н | П | ГЗ  | ГП  | +/- | Очки |
| ----- | ---------------- | - | - | - | - | --- | --- | --- | ---- |
| 1     | Хорватия         | 5 | 5 | 0 | 0 | 150 | 109 | +41 | 10   |
| 2     | Дания            | 5 | 4 | 0 | 1 | 124 | 129 | −5  | 8    |
| 3     | Испания          | 5 | 3 | 0 | 2 | 130 | 116 | +14 | 6    |
| 4     | Венгрия          | 5 | 2 | 0 | 3 | 114 | 128 | −14 | 4    |
| 5     | Сербия           | 5 | 1 | 0 | 4 | 120 | 131 | −11 | 2    |
| 6     | Республика Корея | 5 | 0 | 0 | 5 | 115 | 140 | −25 | 0    |

| 29 июля 21:15 (UTC+1) | Отчёт | Венгрия         | 25:27 (10:13) | Дания             | Коппер Бокс Зрителей: 5000 Судьи: Нордин Лазар, Лоран Ревере |
| 29 июля 21:15 (UTC+1) | Отчёт | Габор Часар — 8 | Голы          | Андерс Эггерт — 9 | Коппер Бокс Зрителей: 5000 Судьи: Нордин Лазар, Лоран Ревере |

| 31 июля 11:15 (UTC+1) | Отчёт | Республика Корея        | 19:22 (9:7) | Венгрия        | Коппер Бокс Зрителей: 4262 Судьи: Георгий Начевский, Славе Николов |
| 31 июля 11:15 (UTC+1) | Отчёт | Чон Ик Чон, Чон Хан — 4 | Голы        | Мате Лекаи — 5 | Коппер Бокс Зрителей: 4262 Судьи: Георгий Начевский, Славе Николов |

| 2 августа 14:30 (UTC+1) | Отчёт | Хорватия       | 26:19 (11:8) | Венгрия                     | Коппер Бокс Зрителей: 4950 Судьи: Кеннет Абрахамсен, Арне Кристиансен |
| 2 августа 14:30 (UTC+1) | Отчёт | Иван Чупич — 7 | Голы         | Габор Часар, Ласло Надь — 4 | Коппер Бокс Зрителей: 4950 Судьи: Кеннет Абрахамсен, Арне Кристиансен |

| 4 августа 21:15 (UTC+1) | Отчёт | Венгрия        | 22:23 (13:16) | Испания               | Коппер Бокс Зрителей: 4280 Судьи: Вацлав Горачек, Иржи Новотный |
| 4 августа 21:15 (UTC+1) | Отчёт | Ласло Надь — 7 | Голы          | Хулен Агинагальде — 9 | Коппер Бокс Зрителей: 4280 Судьи: Вацлав Горачек, Иржи Новотный |

| 6 августа 09:30 (UTC+1) | Отчёт | Венгрия         | 26:23 (9:11) | Сербия                           | Коппер Бокс Зрителей: 4159 Судьи: Кеннет Абрахамсен, Арне Кристиансен |
| 6 августа 09:30 (UTC+1) | Отчёт | Томаш Мочаи — 9 | Голы         | Момир Илич, Райко Проданович — 5 | Коппер Бокс Зрителей: 4159 Судьи: Кеннет Абрахамсен, Арне Кристиансен |

1/4 финала
| 8 августа 11:00 (UTC+1) | Отчёт | Исландия                    | 33:34 (12:16, 15:11, 3:3, 3:4) | Венгрия        | Баскетбольная арена Зрителей: 9063 Судьи: Нордин Лазар, Лоран Ревере |
| 8 августа 11:00 (UTC+1) | Отчёт | Гудьон Валур Сигурдссон — 8 | Голы                           | Ласло Надь — 9 | Баскетбольная арена Зрителей: 9063 Судьи: Нордин Лазар, Лоран Ревере |

1/2 финала
| 10 августа 17:00 (UTC+1) | Отчёт | Венгрия         | 26:27 (12:15) | Швеция            | Баскетбольная арена Зрителей: 9597 Судьи: Ларс Гайпель, Маркус Хельбиг |
| 10 августа 17:00 (UTC+1) | Отчёт | Габор Часар — 8 | Голы          | Никлас Экберг — 6 | Баскетбольная арена Зрителей: 9597 Судьи: Ларс Гайпель, Маркус Хельбиг |

Матч за 3-е место
| 12 августа 11:00 (UTC+1) | Отчёт | Венгрия              | 26:33 (14:19) | Хорватия       | Баскетбольная арена Зрителей: 9263 Судьи: Вацлав Горачек, Иржи Новотный |
| 12 августа 11:00 (UTC+1) | Отчёт | Гергели Харсаньи — 7 | Голы          | Иван Чупич — 8 | Баскетбольная арена Зрителей: 9263 Судьи: Вацлав Горачек, Иржи Новотный |

Итог: 4-е место

### Гребля на байдарках и каноэ

#### Гребля на гладкой воде
Мужчины
| Соревнование | Спортсмены | Предварительный этап | Предварительный этап | Полуфиналы | Полуфиналы | Финал | Финал |
| Соревнование | Спортсмены | Время                | Место                | Время      | Место      | Время | Место |
| ------------ | ---------- | -------------------- | -------------------- | ---------- | ---------- | ----- | ----- |
| Б-1, 200 м   |            |                      |                      |            |            |       |       |
| Б-2, 1000 м  |            |                      |                      |            |            |       |       |
| Б-4, 1000 м  |            |                      |                      |            |            |       |       |
| К-1, 1000 м  |            |                      |                      |            |            |       |       |

Женщины
| Соревнование | Спортсмены | Предварительный этап | Предварительный этап | Полуфиналы | Полуфиналы | Финал | Финал |
| Соревнование | Спортсмены | Время                | Место                | Время      | Место      | Время | Место |
| ------------ | ---------- | -------------------- | -------------------- | ---------- | ---------- | ----- | ----- |
| Б-1, 200 м   |            |                      |                      |            |            |       |       |
| Б-1, 500 м   |            |                      |                      |            |            |       |       |
| Б-2, 500 м   |            |                      |                      |            |            |       |       |
| Б-4, 500 м   |            |                      |                      |            |            |       |       |

### Настольный теннис
Спортсменов — 4
Соревнования по настольному теннису проходили по системе плей-офф. Каждый матч продолжался до тех пор, пока один из теннисистов не выигрывал 4 партии. Сильнейшие 16 спортсменов начинали соревнования с третьего раунда, следующие 16 по рейтингу стартовали со второго раунда.
Мужчины
| Соревнование     | Спортсмены           | Квалификация       | Первый раунд                 | Второй раунд                    | Третий раунд                    | 1/8 финала           | Четвертьфинал        | Полуфинал            | Финал                | Место |
| Соревнование     | Спортсмены           | Соперник Результат | Соперник Результат           | Соперник Результат              | Соперник Результат              | Соперник Результат   | Соперник Результат   | Соперник Результат   | Соперник Результат   | Место |
| ---------------- | -------------------- | ------------------ | ---------------------------- | ------------------------------- | ------------------------------- | -------------------- | -------------------- | -------------------- | -------------------- | ----- |
| Одиночный разряд | Даниэль Цвикль (52)  | Не участвовал      | А. Бентсен (DEN) (47) В 4:1  | А. Каракашевич (SRB) (23) В 4:1 | Чжуан Цзиньюань (TPE) (5) П 0:4 | Завершил выступление | Завершил выступление | Завершил выступление | Завершил выступление | 17    |
| Одиночный разряд | Адам Паттантьуш (35) | Не участвовал      | У. Хензелль (AUS) (51) П 1:4 | Завершил выступление            | Завершил выступление            | Завершил выступление | Завершил выступление | Завершил выступление | Завершил выступление | 49    |

Женщины
Одиночный разряд
| Соревнование     | Спортсмены | Предварительный раунд | Первый раунд       | Второй раунд       | Третий раунд       | Четвёртый раунд    | Четвертьфинал      | Полуфинал          | Финал              |
| Соревнование     | Спортсмены | Соперник Результат    | Соперник Результат | Соперник Результат | Соперник Результат | Соперник Результат | Соперник Результат | Соперник Результат | Соперник Результат |
| ---------------- | ---------- | --------------------- | ------------------ | ------------------ | ------------------ | ------------------ | ------------------ | ------------------ | ------------------ |
| Одиночный разряд |            |                       |                    |                    |                    |                    |                    |                    |                    |
| Кристина Тот     |            |                       |                    |                    |                    |                    |                    |                    |                    |
| Георгина Пота    |            |                       |                    |                    |                    |                    |                    |                    |                    |

### Парусный спорт
Спортсменов — 3
Соревнования по парусному спорту в каждом из классов состояли из 10 гонок, за исключением класса 49er, где проводилось 15 заездов. В каждой гонке спортсмены стартовали одновременно. Победителем каждой из гонок становился экипаж, первым пересекший финишную черту. Количество очков, идущих в общий зачёт, соответствовало занятому командой месту. 10 лучших экипажей по результатам 10 гонок попадали в медальную гонку, результаты которой также шли в общий зачёт. В случае если участник соревнований не смог завершить гонку ему начислялось количество очков, равное количеству участников плюс один. При итоговом подсчёте очков не учитывался худший результат, показанный экипажем в одной из гонок. Сборная, набравшая наименьшее количество очков, становится олимпийским чемпионом.
Мужчины
| Класс | Спортсмены       | Гонка | Гонка | Гонка | Гонка | Гонка | Гонка | Гонка | Гонка | Гонка | Гонка | Гонка         | Очки | Место |
| Класс | Спортсмены       | 1     | 2     | 3     | 4     | 5     | 6     | 7     | 8     | 9     | 10    | M             | Очки | Место |
| ----- | ---------------- | ----- | ----- | ----- | ----- | ----- | ----- | ----- | ----- | ----- | ----- | ------------- | ---- | ----- |
| RS:X  | Арон Гадорфальви | 34    | 33    | DNF   | 22    | 7     | 21    | 18    | 24    | 3     | 25    | Не участвовал | 187  | 25    |
| Лазер |                  |       |       |       |       |       |       |       |       |       |       |               |      |       |

Женщины
| Класс | Спортсмены | Гонка | Гонка | Гонка | Гонка | Гонка | Гонка | Гонка | Гонка | Гонка | Гонка | Гонка | Очки | Место |
| Класс | Спортсмены | 1     | 2     | 3     | 4     | 5     | 6     | 7     | 8     | 9     | 10    | M     | Очки | Место |
| ----- | ---------- | ----- | ----- | ----- | ----- | ----- | ----- | ----- | ----- | ----- | ----- | ----- | ---- | ----- |
| RS:X  |            |       |       |       |       |       |       |       |       |       |       |       |      |       |

Использованы следующие сокращения:
- M — медальная гонка
- DNF — Did not finish (не финишировал)

### Современное пятиборье
Спортсменов — 4
Современное пятиборье включает в себя: стрельбу, плавание, фехтование, верховую езду и бег. Впервые в истории соревнования по современному пятиборью проводились в новом формате. Бег и стрельба были объединены в один вид - комбайн. В комбайне спортсмены стартовали с гандикапом, набранным за предыдущие три дисциплины (4 очка = 1 секунда). Олимпийским чемпионом становится спортсмен, который пересекает финишную линию первым.
Мужчины
| Соревнование              | Спортсмены  | Фехтование | Фехтование | Фехтование | Плавание | Плавание | Плавание | Верховая езда | Верховая езда | Верховая езда | Комбайн  | Комбайн | Комбайн | Всего     | Всего |
| Соревнование              | Спортсмены  | Побед      | Очки       | Место      | Время    | Очки     | Место    | Штраф         | Очки          | Место         | Время    | Очки    | Место   | Результат | Место |
| ------------------------- | ----------- | ---------- | ---------- | ---------- | -------- | -------- | -------- | ------------- | ------------- | ------------- | -------- | ------- | ------- | --------- | ----- |
| Индивидуальное первенство | Адам Мароши | 20         | 880        | 6          | 2:02,08  | 1336     | 8        | 0             | 1200          | 2             | 10:45,72 | 2420    | 12      | 5836      | 3     |
| Индивидуальное первенство | Роберт Каса | 20         | 880        | 6          | 2:01,59  | 1344     | 7        | 0             | 1200          | 1             | 11:27,85 | 2252    | 32      | 5676      | 12    |

Женщины
| Соревнование              | Спортсмены | Фехтование | Фехтование | Фехтование | Плавание | Плавание | Плавание | Верховая езда | Верховая езда | Верховая езда | Комбайн | Комбайн | Комбайн | Всего     | Всего |
| Соревнование              | Спортсмены | Побед      | Очки       | Место      | Время    | Очки     | Место    | Штраф         | Очки          | Место         | Время   | Очки    | Место   | Результат | Место |
| ------------------------- | ---------- | ---------- | ---------- | ---------- | -------- | -------- | -------- | ------------- | ------------- | ------------- | ------- | ------- | ------- | --------- | ----- |
| Индивидуальное первенство |            |            |            |            |          |          |          |               |               |               |         |         |         |           |       |
|                           |            |            |            |            |          |          |          |               |               |               |         |         |         |           |       |

### Стрельба
Спортсменов — 3
По итогам квалификации 6 или 8 лучших спортсменов (в зависимости от дисциплины), набравшие наибольшее количество очков, проходили в финал. Победителем соревнований становился стрелок, набравший наибольшую сумму очков по итогам квалификации и финала. В пулевой стрельбе в финале количество очков за попадание в каждой из попыток измерялось с точностью до десятой.
Мужчины
| Соревнование                          | Спортсмены | Квалификация | Квалификация | Финал | Всего     | Всего |
| Соревнование                          | Спортсмены | Результат    | Место        | Финал | Результат | Место |
| ------------------------------------- | ---------- | ------------ | ------------ | ----- | --------- | ----- |
| Пневматическая винтовка, 10 метров    |            |              |              |       |           |       |
| Винтовка из трёх положений, 50 метров | Петер Шиди | 1168         | 8            | 101,0 | 1269,0    | 6     |
| Дубль-трап                            |            |              |              |       |           |       |

Женщины
| Соревнование        | Спортсмены | Квалификация | Квалификация | Финал | Всего     | Всего |
| Соревнование        | Спортсмены | Результат    | Место        | Финал | Результат | Место |
| ------------------- | ---------- | ------------ | ------------ | ----- | --------- | ----- |
| Пистолет, 25 метров |            |              |              |       |           |       |

### Фехтование
Спортсменов — 4
В индивидуальных соревнованиях спортсмены сражаются три раунда по три минуты, либо до того момента, как один из спортсменов нанесёт 15 уколов. Если по окончании времени в поединке зафиксирован ничейный результат, то назначается дополнительная минута до «золотого» укола.
Мужчины
| Соревнование         | Спортсмены   | 1/32 финала        | 1/16 финала                            | 1/8 финала                       | Четвертьфиналы                | Полуфиналы                      | Финал матч за 3-е место        | Место |
| Соревнование         | Спортсмены   | Соперник Результат | Соперник Результат                     | Соперник Результат               | Соперник Результат            | Соперник Результат              | Соперник Результат             | Место |
| -------------------- | ------------ | ------------------ | -------------------------------------- | -------------------------------- | ----------------------------- | ------------------------------- | ------------------------------ | ----- |
| Индивидуальная шпага | Геза Имре    |                    | Абделькарим Аль-Хауари (MAR) поб. 15:8 | Бартош Пьясецкий (NOR) пор. 7:15 | Завершил выступление          | Завершил выступление            | Завершил выступление           | 9     |
| Индивидуальная сабля | Арон Силадьи | Не участвовал      | Ю Пенг Кин (MAS) поб. 15:1             | Чжун Мань (CHN) поб. 15:10       | Макс Хартунг (GER) поб. 15:13 | Николай Ковалёв (RUS) поб. 15:7 | Диего Оккьюцци (ITA) поб. 15:8 | 1     |

Женщины
| Соревнование          | Спортсмены | 1/32 финала        | 1/16 финала        | 1/8 финала         | Четвертьфиналы     | Полуфиналы         | Финал матч за 3-е место | Место |
| Соревнование          | Спортсмены | Соперник Результат | Соперник Результат | Соперник Результат | Соперник Результат | Соперник Результат | Соперник Результат      | Место |
| --------------------- | ---------- | ------------------ | ------------------ | ------------------ | ------------------ | ------------------ | ----------------------- | ----- |
| Индивидуальная шпага  |            | Не участвовала     |                    |                    |                    |                    |                         |       |
| Индивидуальная рапира |            | Не участвовала     |                    |                    |                    |                    |                         |       |